# Une femme de tête (film, 1922)
Pour les articles homonymes, voir Une femme de tête.
Pour le film de William C. de Mille, voir Two Kinds of Women.
Pour plus de détails, voir Fiche technique et Distribution.
Une femme de tête (Two Kinds of Women) est un film muet américain réalisé par Colin Campbell et sorti en 1922.

## Fiche technique
- Titre original : Two Kinds of Women
- Réalisation : Colin Campbell
- Scénario : Winifred Dunn, d'après un roman de Jackson Gregory
- Photographie : Dev Jennings
- Production : Robertson-Cole Pictures Corporation
- Durée : 60 minutes
- Date de sortie : 
  - États-Unis : 22 janvier 1922

## Distribution
- Pauline Frederick : Judith Sanford[1].
- Tom Santschi : Bud Lee
- Charles Clary : Bayne Trevor
- Dave Winter : Pollock Hampton
- Eugene Pallette : le vieux Carson
- Billy Elmer : Poker Face
- Jack Curtis : Chris Quinnion
- Jim Barley : Benny
- Sam Appel : Crowdy
- Clarissa Selwynne : Mrs. Grimley
- Otis Harlan : Major Langworthy
- Jean Calhoun : Marcia Langworthy
- Tom Bates : José
- Lydia Yeamans Titus : Mrs. Simpson
- Frank Clark : Dr. Tripp
- Bud Sterling : Tommy Burkitt
- Elise Collins : la servante
- Joe Singleton : Charles Miller
- Stanhope Wheatcroft : Ferris